# Albert Davis Prebble

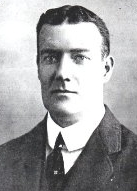
Albert Davis Prebble

Albert Davis Prebble (* 22. Oktober 1873 in London; † 27. August 1946 in Eastbourne) war ein englischer Tennis- und Badmintonspieler.

## Karriere
Prebble gewann zu Beginn des 20. Jahrhunderts bei den All England im Badminton vier Titel.
Erfolgreich war er auch bei den Irish Open. Im Tennis stand er viermal im Finale des Mixeds in Wimbledon. Bei den Russian Open gewann er das Herrendoppel 1913.

## Erfolge im Badminton
| Saison | Veranstaltung | Disziplin    | Platz | Name                                        |
| ------ | ------------- | ------------ | ----- | ------------------------------------------- |
| 1904   | All England   | Mixed        | 2     | Albert Davis Prebble / Meriel Lucas         |
| 1904   | All England   | Herrendoppel | 1     | Albert Davis Prebble / Henry Norman Marrett |
| 1905   | Irish Open    | Herrendoppel | 1     | Henry Norman Marrett / Albert Davis Prebble |
| 1905   | All England   | Herrendoppel | 2     | Henry Norman Marrett / Albert Davis Prebble |
| 1906   | Irish Open    | Herrendoppel | 1     | Henry Norman Marrett / Albert Davis Prebble |
| 1906   | All England   | Herrendoppel | 2     | Albert Davis Prebble / Norman Wood          |
| 1907   | All England   | Mixed        | 2     | Albert Davis Prebble / Dora Boothby Geen    |
| 1907   | All England   | Herrendoppel | 1     | Albert Davis Prebble / Norman Wood          |
| 1909   | All England   | Mixed        | 1     | Albert Davis Prebble / Dora Boothby         |
| 1909   | All England   | Herrendoppel | 1     | Frank Chesterton / Albert Davis Prebble     |
| 1910   | All England   | Herrendoppel | 2     | Frank Chesterton / Albert Davis Prebble     |